# Nanaimo-Gabriola Island (circonscription britanno-colombienne)
Pour les articles homonymes, voir Nanaimo (homonymie).
Circonscription électorale provinciale du Canada
Nanaimo-Gabriola Island est une circonscription provinciale de la Colombie-Britannique représentée à l'Assemblée législative de la Colombie-Britannique depuis 2024.

## Géographie
En 2024, la circonscription consiste en la partie centre et sud de la ville de Nanaimo, les communautés du district régional de Nanaimo de Cedar et South Wellington, ainsi que l'Île Gabriola.

## Liste des députés
| Législature                                                                        | Années                                                                             | Député                                                                             | Député                                                                             | Parti                                                                              |
| Nanaimo-Gabriola Island Circonscription issue de Nanaimo et Nanaimo-North Cowichan | Nanaimo-Gabriola Island Circonscription issue de Nanaimo et Nanaimo-North Cowichan | Nanaimo-Gabriola Island Circonscription issue de Nanaimo et Nanaimo-North Cowichan | Nanaimo-Gabriola Island Circonscription issue de Nanaimo et Nanaimo-North Cowichan | Nanaimo-Gabriola Island Circonscription issue de Nanaimo et Nanaimo-North Cowichan |
| ---------------------------------------------------------------------------------- | ---------------------------------------------------------------------------------- | ---------------------------------------------------------------------------------- | ---------------------------------------------------------------------------------- | ---------------------------------------------------------------------------------- |
| 43e                                                                                | 2024–en cours                                                                      |                                                                                    | Sheila Malcolmson (en)                                                             | Néo-démocrate                                                                      |